# Губин, Николай Григорьевич
Николай Григорьевич Губин (19 декабря 1923, с. Вязовое, Курская губерния — 17 мая 1998, Пристенное, Курская область) — советский военнослужащий, участник Великой Отечественной войны, полный кавалер ордена Славы, старший разведчик артиллерийского дивизиона 19-й механизированной бригады, старший сержант — на момент представления к награждению орденом Славы 1-й степени.

## Биография
Родился 19 декабря 1923 года в селе Вязовое (ныне в Прохоровском районе Белгородской области). Окончил 9 классов.
В сентябре 1941 года был призван в Красную Армию Скороднянским райвоенкоматом. На фронте с октября того же года. Окончил школу младших командиров. Воевал на Центральном, Волховском, Калининском, Степном, 2-м Украинском и 1-м Белорусском фронтах. Был дважды ранен в декабре 1941 года и в мае 1942 года. Член ВКП/КПСС с 1944 года. К лету 1944 года воевал в разведке артиллерийского дивизиона 19-й механизированной бригады.
В период 30 июня — 1 июля 1944 года в боях у деревень Любань и Погост 1-й сержант Губин обнаружил дзот, противотанковое орудие и 3 пулемёта, огонь которых затем был подавлен артиллерийским дивизионом. 4 июля у деревни Тельминовиче по его разведданным накрыто до взвода противников, 2 танка и обоз.
Приказом командира 1-го механизированного корпуса от 19 августа сержант Губин Николай Григорьевич награждён орденом Славы 3-й степени.
19 января 1945 года около местечка Скерновице старший сержант Губин с передового наблюдательного пункта вёл разведку целей и корректировал огонь дивизиона. В бою было подавлено две артиллерийские и миномётные батареи противника. 22-27 января в районе населённых пунктов Могильно, Нойдам на основе полученных Губиным разведывательных данных ликвидирована группа солдат противника, захвачен обоз из 16 повозок, 2 пулемёта.
Приказом по войскам 2-й гвардейской танковой армии от 20 февраля 1945 года старший сержант Губин Николай Григорьевич награждён орденом Славы 2-й степени.
В боях 19-29 апреля 1945 года в предместьях города Берлина и в самом городе старший разведчик артиллерийского дивизиона старший сержант Губин лично уничтожил 5 фаустников, 8 солдат взял в плен.
В июне 1945 года лейтенант Н. Г. Губин демобилизован.
Указом Президиума Верховного Совета СССР от 15 мая 1946 года за образцовое выполнение заданий командования в боях с захватчиками старший сержант Губин Николай Григорьевич награждён орденом Славы 1-й степени. Стал полным кавалером ордена Славы.
Вернулся на родину. В 1952 году окончил Курскую сельскохозяйственную школу. В 1952—1962 годах работал председателем колхоза в Скороднянском районе, с 1962 года — старшим агрономом колхоза «12-й Октябрь» в Пристенском районе Курской области.
Жил в селе Пристенное Курской области. Умер 17 мая 1998 года. Похоронен на кладбище села Пристенное.
Капитан в отставке. Награждён орденами Октябрьской Революции, Отечественной войны 1-й степени, Славы 1-й, 2-й и 3-й степени, медалями, в том числе «За отвагу».

## Память
В посёлке городского типа Прохоровка Белгородской области на Аллее Героев установлен бюст Н. Г. Губина.